# Pergamon (Aho)
Pergamon is een compositie van Kalevi Aho.
De muziek is geschreven ter viering van het 350-jarig bestaan van de Universiteit van Helsinki en is speciaal geschreven voor de architectuur en akoestiek van de zaal van die instelling. Er zijn vier groepen instrumentalisten, vier sprekers en een orgel. Als uitgangspunt nam Aho de tekst Pergamon van Peter Weiss, een beschrijving van de beeltenissen van het Pergamonaltaar in Berlijn.  Dat stamt uit zijn driedelig boekwerk Die Ästhetik des Widerstands. De recitatoren spreken de tekst in Oud-Grieks, Duits, Zweeds en Fins. De muziek geeft de titanenstrijd weer die in de tekst en beeltenissen is opgesloten. De mens zelf komt pas aan het eind aan bod als een eenzame fagot een klaaglied aanheeft. De eens zo felle en harde muziek sterft na 10 minuten langzaam weg.   
De eerste uitvoering werd gegeven door Eeva-Liisa Saarinen, Heljä Angervo-Karttunen, Walton Grönroos en Matti Lehtinen (spreekstemmen) met het Filharmonisch Orkest van Helsinki onder leiding van Jorma Panula.
Aho schreef het werk voor
- 4 spreekstemmen
- orgel
- 4 dwarsfluiten, 4 hobo’s, 4 klarinetten, 4 fagotten
- 4 hoorns, 5 trompetten, 5 trombones, 0 tuba
- 4 man/vrouw percussie
- 12 violen , 6 altviolen, 6 celli, 6 contrabassen

## Discografie
- Uitgave BIS Records: Lilli Paasikivi, Eeva-Liisa Saarinen, Tom Nyman, Matti Lahtinen (sprekers), Hans-Ola Ericsson (orgel), Symfonieorkest van Lahti o.l.v. Osma Vánskä
- Uitgave UHCD; een privéuitgave van Universiteit